# Dave Holland (Schlagzeuger)
Dave Holland (* 5. April 1948 in Northampton, West Northamptonshire; † 16. Januar 2018 in Lugo, Spanien) war ein britischer Schlagzeuger. Er wurde bekannt durch seine Tätigkeit bei Trapeze und Judas Priest.

## Biografie
David Holland wuchs in Staffordshire auf. Seine Karriere als Schlagzeuger begann 1965 bei Pinkerton’s Colours, einer der ersten britischen Bands, die eine Autoharp benutzten. Mit ihnen spielte er drei Singles ein. Als die Gruppe sich auflöste, stieg er bei Finders Keepers ein. Dort lernte er Mel Galley und Glenn Hughes kennen, mit denen er 1969 Trapeze gründete.
1979 verließ er diese Band wieder und schloss sich Judas Priest an. Das erste Album, an dem er mitwirkte, ist das 1980er Album British Steel. Bis 1988 war er ständiges Mitglied von Judas Priest, dann wurde er durch Scott Travis ersetzt. Zusammen mit Mel Galley und Geoff Downes reformierte er 1991 für kurze Zeit Trapeze.
1998 spielte Dave Holland Schlagzeug auf dem Soloalbum Victim of Changes des ehemaligen Judas-Priest-Sängers Al Atkins. Auf diesem Album wurden unter anderem Songs aufgenommen, die bereits von Rob Halford aufgenommen worden waren, aber aus Al Atkins’ Zeit mit Judas Priest stammten. Holland und Atkins spielten jedoch nie gemeinsam bei Judas Priest, da Holland erst sieben Jahre nach Atkins’ Ausscheiden zur Band kam.
2004 wurde Dave Holland des sexuellen Missbrauchs angeklagt, nachdem er einen Schüler bedrängt hatte, der bei ihm Schlagzeugunterricht genommen hatte. Während des Verfahrens bekannte er sich zu seiner Bisexualität. Er verbüßte eine achtjährige Haftstrafe und wurde laut Alan Atkins im Juni 2012 entlassen.

## Diskografie

### Mit Pinkerton’s Assorted Colours
- 1965: Mirror, Mirror/She Don't Care (Single)
- 1966: Don’t Stop Loving Me Baby/Will Ya (Single)
- 1966: Magic Rocking Horse/It Ain't Right (Single)

### Mit Finders Keepers
- 1968: Sadie The Cleaning Lady/Without Her (Single)

### Mit Trapeze
- siehe Trapeze#Diskografie

### Mit Judas Priest
- 1980: British Steel
- 1981: Point of Entry
- 1982: Screaming for Vengeance
- 1984: Defenders of the Faith
- 1986: Turbo
- 1988: Ram It Down